# Будинок Навроцького
Буди́нок Навро́цького — пам'ятка історії та архітектури в Одесі (Україна), будинок одеського видавця і мецената Василя Навроцького, у якому містилася редакція газети «Одеський листок», розташований за адресою вулиця Ланжеронівська, 8.

## Історія будівлі
Будівля побудована в 1891 за проектом архітектора Івана Яценко, прикрашена скульптурою та ліпним декором.
Спочатку будівля мала на один поверх менше — у 2000 надбудований й оформлений в стилі фасаду ще один рівень.
Практично з перших днів свого існування будинок прикрашав годинник на вежі, і це була одна з небагатьох будівель міста, що мала годинник. На початок XX ст. від годинникового механізму залишився тільки отвір в ділянці мансарди.
Будівлю створено на місці крамниці купця Карла Меля, який входив в торгові ряди Пале-Рояля. Цього купця пограбувала на велику грошову суму Софія Блювштейн, вона ж кримінальна пані «Сонька Золота ручка». Однак цей інцидент обернувся якоюсь рекламою для Меля і справи його після пограбування, навпаки, пішли в Одесі, жадібної до скандалів, в гору.
З 1897 тут розташувалася редакцію газети «Одеський листок», яку видавав Василь Навроцький, поряд облаштували друкарню та читальний зал. Тут же працював відомий журналіст, театральний критик, фейлетоніст Влас Дорошевич, Василевський Іполит Федорович («Буква»), С. Т. Герцо-Виноградський («Барон Ікс»), О. Дерібас, «літописець порту» Лазар Кармен, Іван Бунін, В. П. Катаєв.
Редактором-видавцем «Листка» та господарем усього будинку був Василь Васильович Навроцький. Він був дуже шанований усіма городянами і займався меценатством. Завдяки Навроцькому в 1891 в Одесі з'явився перший автомобіль: повертаючись з поїздки по Франції, Василь Васильович привіз один з перших екземплярів у подальшому знаменитої фірми марки «Panhard et Levassor». Це був рушійний екіпаж з двигуном внутрішнього згоряння потужністю 2,5 кінських сили. Слід зазначити, що це був перший автомобіль у Російській імперії.
З 1919 в будинку «Одеського листка» також містилася редакція газети «Одеський комуніст», пізніше — газети «Верстат» і до недавнього часу в будівлі знаходився районний РАГС.

## Будинок у кінематографі
Поруч з будинком зняті сцени фільму «Приморський бульвар» — з нього після розмови з Жанной Львовной виходить Ілля Петрович Огоньков писати новий сценарій. З під'їзду цього ж будинку вибігають у виконанні танцю страхові агенти.

## Галерея

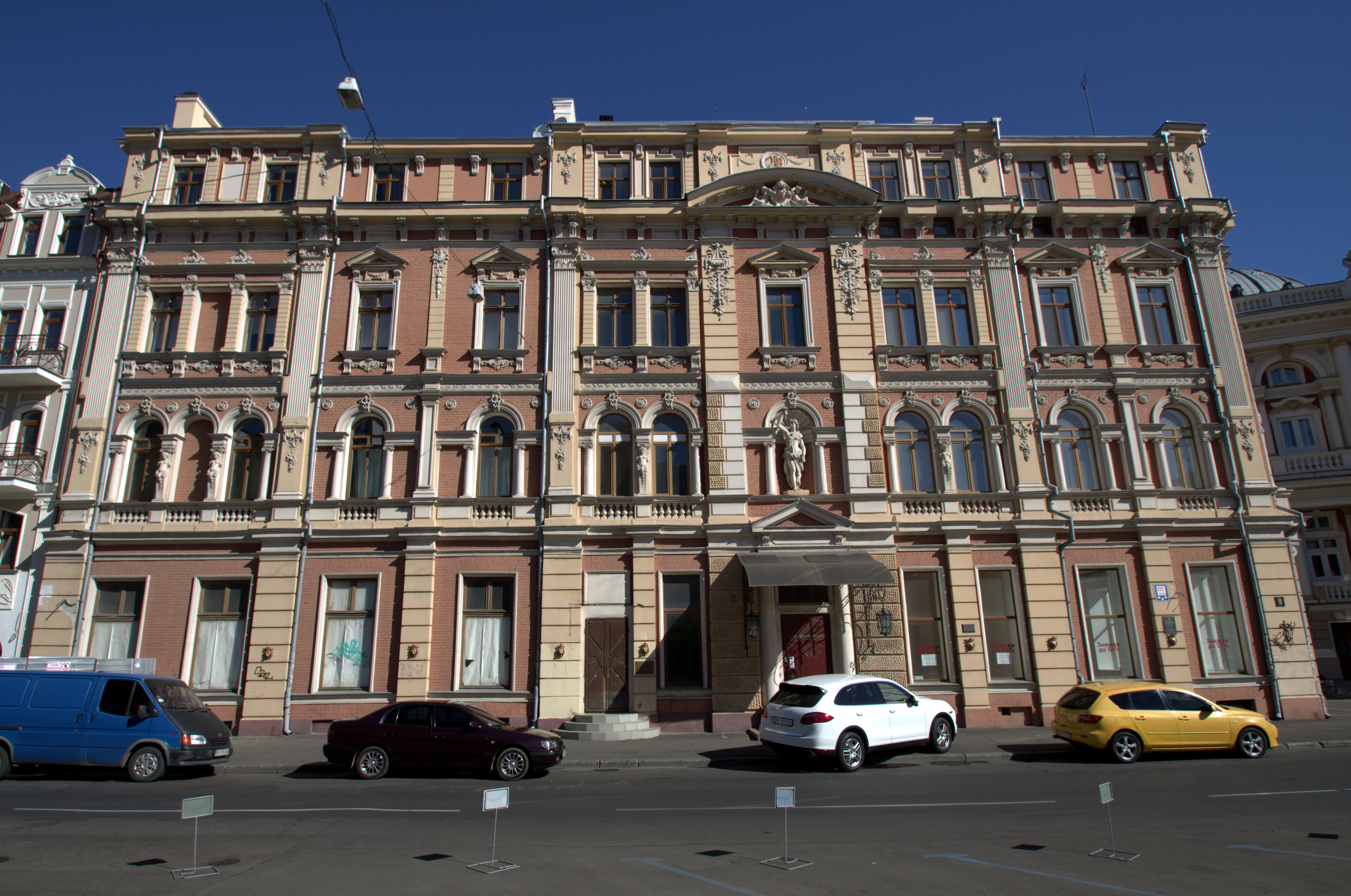
Фасад будинку з боку вул. Ланжеронівської
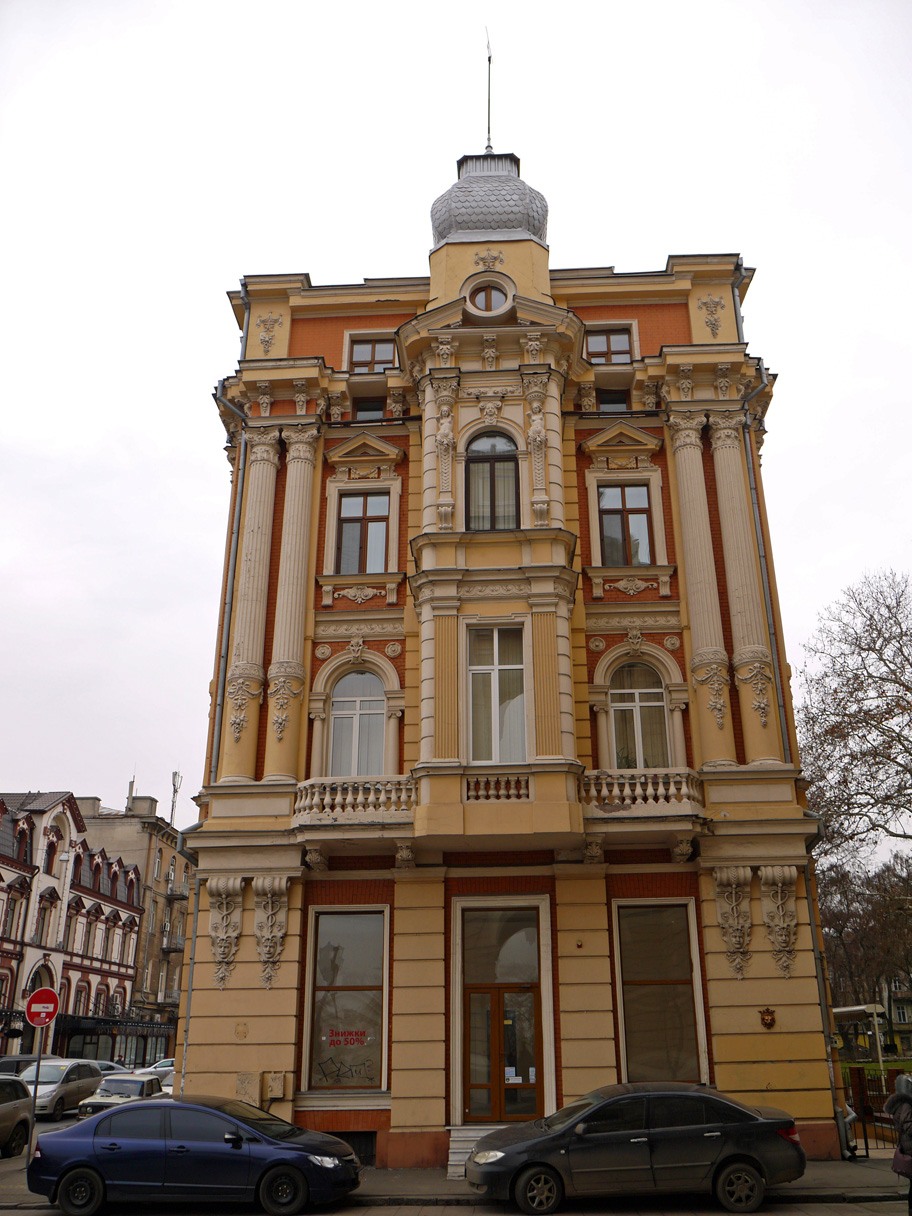
Фасад будинку з боку Оперного театру
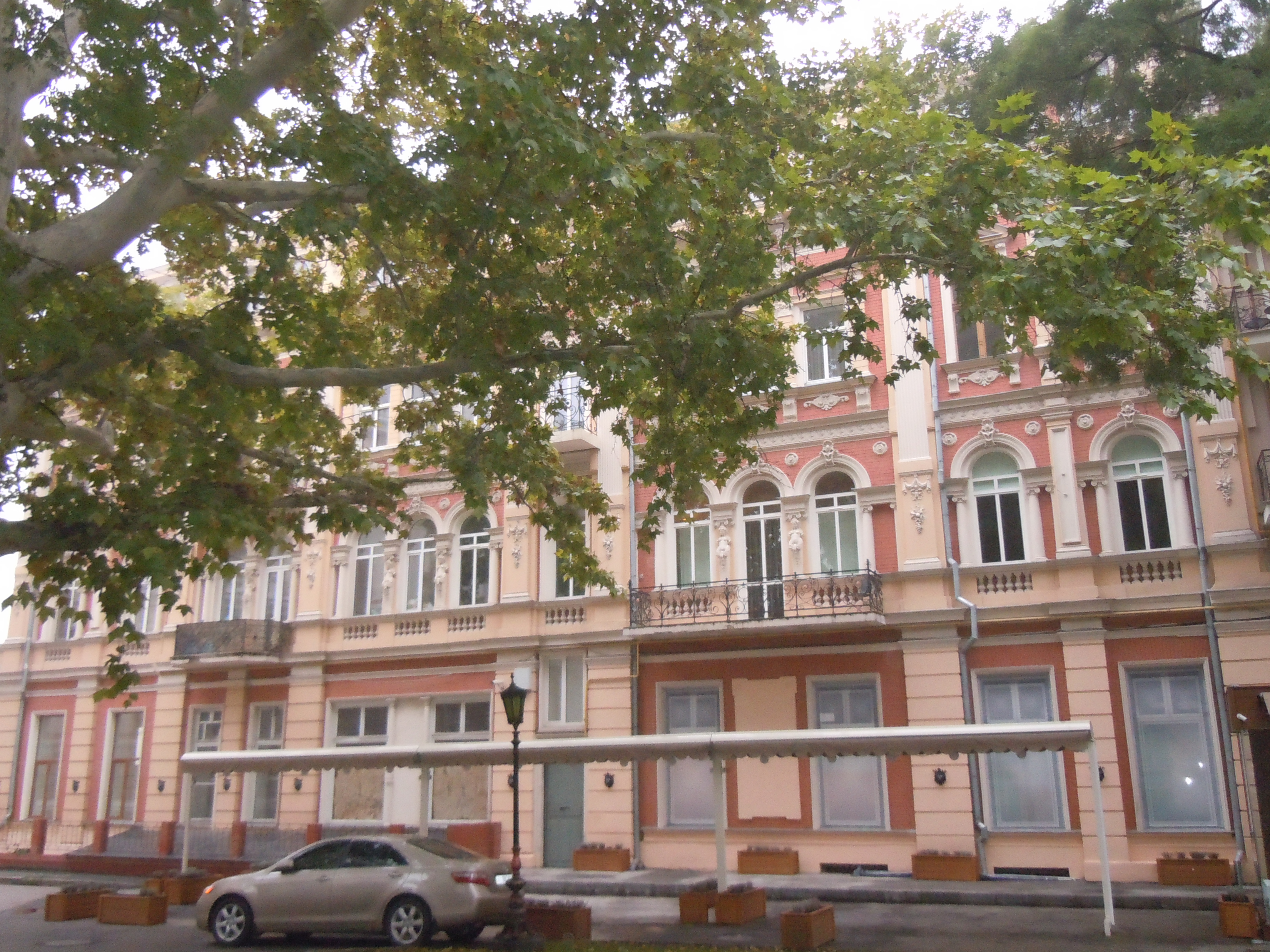
Фасад будинку з боку Пале-Рояля